# 湖西拱北砲臺
拱北砲臺，舊名大城北砲臺，位於台灣澎湖本島湖西鄉，設於本島中段高點的拱北山，為曾掩護馬公港背面的重要砲台遺址。現為國定古蹟。

## 歷史
大城北砲臺初建於光緒13年（1887年），為因應防禦海上敵艦攻擊，台灣巡撫劉銘傳任命澎湖總兵吳宏洛而建造的新式砲台，最初砲臺形式為磚石砌三合土穹窿式，形式屬傳統舊式砲臺，也是澎湖地區唯一的一座內陸砲台。
1895（光緒21年），歸因乙未戰爭使日軍登陸澎湖，日軍因而將大城北砲臺此為首要佔領目標，3月23日，第一遊擊隊從裡正角海岸登陸則和砲艦朝向大城北砲臺發砲互擊，清軍為了抵禦日軍攻勢，兵力則集中在大城北砲臺地區，隔日日方則下令第一聯隊第一大隊急行軍，第十二聯隊第二大隊展開全面攻擊，最終與第一聯隊第七、八中隊同時攻入大城北砲臺，殲滅附近清軍，即宣告攻陷大城北砲臺，澎湖則在三天內完全攻陷。
日軍在佔據澎湖島後，隨即起調查和測繪澎湖各砲臺之標高和配備，並將大城北砲臺改築成「拱北山堡壘砲臺」，並於1901年（明治34年）起進行構建工程，其中原大城北砲臺整修為輕砲砲座和機關砲座，另在西南側高地建造新式砲臺，擴大範圍工程竣工於1904年（明治37年），並在1907（明治40年）完成各砲台配砲工程。
1920年（大正9年），拱北山堡壘砲臺群退役，戰後時期由國軍接收則維持原貌，只作少部分增建與修改，當前仍為陸軍澎湖防衛指揮部後勤處管理，並不開放參觀。

## 設施
現列為國定古蹟的當前設施始建於台灣日治時期，由拱北第一、第二、第二砲臺附屬框舍、拱北山堡壘、拱北山第二框舍系統組成，彼此要塞則由地下坑道相互連結，砲臺略呈四方封閉式，牆上則設有砲座，兵舍設於部份胸牆下方呈穹窿狀空間，此外還設有三座觀測所，砲側庫及穹窖砲座，三間半地下砲具庫，此外則配置井和兩座地下貯水槽。

## 外部連結
- 拱北砲臺 - 澎湖知識服務平台 （页面存档备份，存于）
- 湖西拱北砲臺 -  文化部iCulture-文化空間 （页面存档备份，存于）
- 湖西拱北砲臺— 文化資源地理資訊系統 （页面存档备份，存于）